# مسحل

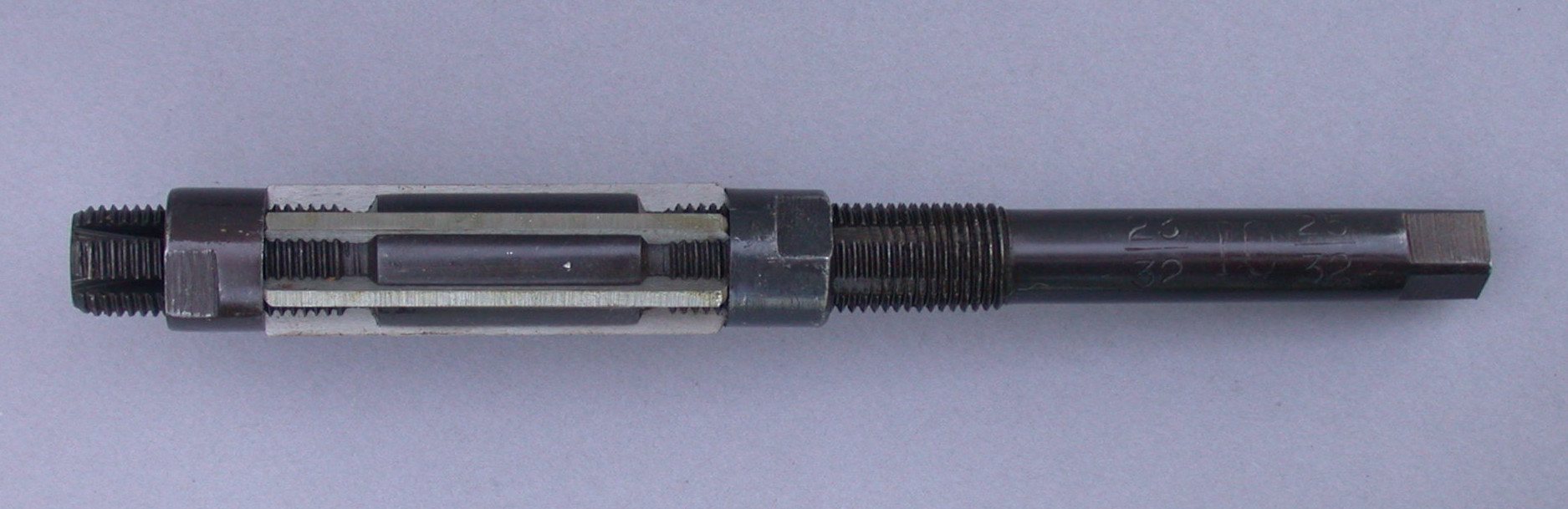
مسحل يدوي ضَبُوط (قابل للضبط)

المِسْحَل أو مُوسّع الثقوب أو البُرْغُل (تسمية عامية) (بالإنجليزية: Reamer) هو أداة قطع متعددة الحواف تستخدم لإزالة كمية قليلة جدًا من المعدن. يمكن استعماله يدويًا أو بتثبيته على محور آلة التشغيل كالفارزة أو المثقب.
السحل أو توسيع الثقوب أو البَرْغَلَة هو عملية تتم لجعل أبعاد ثقب ما أكثر دقة من دقة عملية الثقب، ولإنهاء السطوح والحصول على سطوح ناعمة.
يمكن أيضا لزيادة دقة أبعاد الثقوب أن نستخدم عملية التجليخ.